# Nhambikuara
Nhambikuara – rodzaj motyli z rodziny rusałkowatych i podrodziny oczennicowatych. Obejmuje dwa opisane gatunki.

## Morfologia i występowanie
Motyle te mają na spodzie skrzydeł wykształcone linie submedialną, medialną, submarginalną i marginalną. W przypadku skrzydła tylnego na spodniej powierzchni znajduje się między sektorem radialnym a żyłką 2A sześć plamek ocznych o zmiennej liczbie źrenic, nieprzekraczającej jednak dwóch na plamkę. Na grzbietowych powierzchniach skrzydeł samców nie występują zapachowe łuski androkonialne. Genitalia samców cechują się brakiem wyrostka grzbietowego tegumenu, uwstecznionymi wyrostkami kątowymi, wykształconym przednim wyrostkiem sakusa, piłkowanym wierzchołkiem walwy oraz parzystymi łatkami cierni w edeagusie. Genitalia samic charakteryzują się płytką antewaginalną zlaną z płytką postwaginalną w sterygmę oraz różnych kształtów zesklerotyzowanymi płytkami umieszczonymi w przewodzie torebki kopulacyjnej.
Rodzaj neotropikalny, południowoamerykański, znany z Wenezueli, Gujany Francuskiej, Brazylii, Ekwadoru, Peru i Boliwii. Gatunek typowy zasiedla tereny otwarte ekoregionu cerrado, natomiast N. mima występuje w wilgotnych lasach równikowych.

## Taksonomia
Takson ten wprowadzony został w 2018 roku przez André V.L Freitasa, Eduarda Barbosę i Thamarę Zaccę na łamach „Revista Brasileira de Entomologia” w publikacji współautorstwa Maria A. Marina, Mariny Beirão, André R.M. Silvy, Mirny M. Casagrande, Marianne Espeland i Keith Willmott. Nazwę rodzajową nadano na cześć grupy etnicznej Nhambikuara. Zalicza się do niego dwa opisane gatunki: 
- Nhambikuara cerradensis Freitas, Barbosa & Zacca, 2018
- Nhambikuara mima (Butler, 1867)

Gatunkiem typowym wyznaczono pierwszy z wymienionych. Drugi klasyfikowany był uprzednio w rodzaju Zischkaia.